# DEFENSE DEVIL
『DEFENSE　DEVIL』（ディフェンス・デビル）は、原作：尹仁完、漫画：梁慶一による日本の漫画作品。『週刊少年サンデー』（小学館）にて、2009年19号から2011年28号まで連載。以前、同誌で読み切り漫画として描かれた「悪魔弁護士クカバラ」が基になっている。話数カウントは「JUDGMENT-○」。

## あらすじ
すべての力を奪われ、魔界から追放された悪魔、クカバラ。力を取り戻して魔界に帰るには、ダークマターを大量に貯めないといけない。そのために、クカバラは罪人の弁護士という仕事をしている。

## 登場人物

### 主な登場人物
メフィスト・バルト・クカバラ
主人公。大悪魔。魔界の王の息子であり、強力な魔力を有していた。
心の優しさゆえに魔界から追放された。その際、王位を狙っていた弟・レガートに力を渡してしまったためにただの人間並みに弱体化してしまっている。ダークマターやアイテム、イダマリアのサポートなどを得て、力を発揮できる姿へ変身することができる。
魔界を追放されてからは地獄の入り口に訪れる罪人（霊魂）の無実を証明し、人間を助ける地獄の弁護士としての日々を送る。だが魔界で始まったレガートの変革が残酷さを極めたため、レガートを止めるべく魔界に帰る決意を固めた。
女性を相手にすると、何故か思ってもいないのに勝手にとんでもないこと（セクハラ的発言）を言ってしまう。フルネームはメフィスト・バルト・デルドフ・レファート・ラルク・クカバラ。
武器はペンソード。
ビチュラ
クカバラに仕える竜族。普段は小さいが、変化すると人を乗せて飛ぶこともできる。クカバラ同様に力を奪われており、ダークマターの力で竜人のような姿になる。
クカバラが霊魂を救うことにあまり賛成しておらず、文句を言って喧嘩になることもしばしば。昔、魔王の陰謀にかかり、クカバラを殺そうとしたことがある。
イダマリア
シスター。ダークマターを使う悪魔達を祓うエクソシストでもある。神に仕える身でありながら、自分の中にダークマターが潜んでいることや子供の頃から魔物が見えたことに対して不安を抱えている。両親が悪魔に殺されて以来すべての悪魔を憎悪するようになり、魔界に乗り込んで悪魔と戦うこともいとわない。体内に封印されている何かが暴走すると、我を失って敵味方の区別なく攻撃するようになる。

### 悪魔

#### 死神
悪魔の中で限られた者だけが死神になれる。死神はそれぞれ自分の地獄を持っており、そこに霊魂を落とす。このとき入手できるダークマター欲しさに、霊魂を罪人にするためならどんな手でもつかう死神もいる。本来は死神が人間界に手を出すことはなかったが、魔界の情勢が変わるにつれて、無実の人間に作為的に濡れ衣を着せて罪人として地獄へ連れて行こうとしたり、生きている人間を地獄へ落としてダークマターを摂取したりするなど、手段を選ばない悪魔が増えてきている。
メイヤ
トムのダークマターを狙って現れたメガネを掛けた美女。性格は残忍。クカバラに自身のパンツを不潔で暗いところと言われた際は激怒していた。自分の美容の為に罪の無い人々を地獄送りにしていた。
トムはバイクで走行中にバットで歩行者を殴った罪人だと主張したが、これは故意ではなくメイヤが関与した上での不運な事故だったため、クカバラに敗北した。
その後度々セクハラ発言をしてくるクカバラを憎んでおり、復讐の為に市民を人質にとり殺害しようとするが、直後にレガートに斬り刻まれ、バラバラに粉砕し死亡した。
担当する地獄は、「バーニングヘル」。宇宙で最も熱い溶岩で3000年間罪人を煮る。
ゲーリーピーター・ポンゾール
シュガルの弟で、自殺した魂を専門に回収する死神。植物を妖魔に変えて攻撃を仕掛ける魔術師。紳士的な風体だが、人を痛めつけることを好み、残酷に殺してもすぐ元に戻る霊魂を繰り返し殺して遊ぶこともある。
ふらついた女性が駅のホームへ落ちるように仕向け、この死を自殺だと主張して地獄へ連れて行った。
担当する地獄は、「EATING HELL(イーティング ヘル)」。惨めに争い、残酷に食われるという行為が4000年間続く。
ゲーリーピーター・シュガル
ポンゾールの兄。性格は冷酷で、人の命を平気で弄ぶ。クカバラを陥れるためにポールの事件の計画を作り出した張本人。優秀な頭脳の持ち主で、主に高度なトラップを操る。担当地獄は｢ローテーションヘル｣。無数の狭い球体の中を転々としながら、永遠に弱肉強食の苦しみを味わい続ける。
数学的な美しさを愛し、その美学に反する醜い行動を取る者は誰であろうと容赦しない。レガートの変革も好まず、レガート打倒を目的とする。
ジュピターと出会ってから心に優しさが芽生え始め、彼女の危機を何度も救った。料理が得意で食事の際にはジュピターにトンカツを振る舞うなど意外な面も見せる。レガートを倒すよりも先にジュピターの両親を救出することを決意して魔界に戻り、やがてたどりついた場所で死神と暴走したイダマリアとの三つ巴戦を迎えることになった。イダマリアたちの目的も両親救出であることを知ったシュガルは、ジュピターにとって大事な存在らしいイダマリアを傷つけず、攻撃もしなかった。イダマリアが両親を殺そうとした際に身を挺して両親をかばい、力尽きる。
ヤマハ
人質としてジュピターを魔界に連れ去る。しかし、方法が美しくないという理由でシュガルに殺される。
担当地獄は不明。
ブリルハート
悪魔の中から死神になれる者を任命する教官役を務める上級死神。教官として千年も死神を育ててきており、かなりの高齢だが、ダークマター摂取によって若さと美しさを維持しており、外見は少女の姿である。
担当地獄は灼熱の「サラマンダー・ヘル」。生きている人間を地獄に落として大量のダークマターを得ているため、この区域の村は豊富なダークマターによって活気づいている。イダマリアとの戦闘の後、ボロボロになった所をエリモナーにトドメを刺され、絶命した。
ギガデス
巨大な石斧で攻撃する怪力の死神。
担当地獄は「ストーン・ヘル」。死神は重い石像や台座を駒やボールに見立て、自陣と敵陣に分かれてゲームをしている。霊魂に巨大な駒を持ち上げさせて苦痛を強いる。
フェニックス
天高い場所に住む。
担当地獄は「フェニックス・ヘル」。地上にいる霊魂の首に長い綱をつないで握り、精神的苦痛を与え続ける。
他の手荒な死神と違って最初から暴力を使うことなく、霊魂（ジュピターの両親）の無罪を主張するクカバラの交渉に応じた慇懃な死神である。しかし無実の霊魂を地獄で苦しめるなど、していることは他の死神と何ら変わらない。
ブランネン・クーパー
レガート直属の死神。かつて殺戮コロシアムで活躍した無敗の最強戦士である。ジュピターの両親をフェニックス・ヘルから魔界中枢へ連行するためにイダマリアたちと戦い、胴体を貫かれても生きていたが、シュガルを斬った直後にサムスに頭を銃で撃たれて死亡した。
ヤナ
レガート直属の死神。かなりの美女。素性は一切不明。高速で動き、剣を武器にする。レガートと共に、クカバラの前に現れた。一撃でジョディを破壊するなど、かなりの実力を誇る。しかしそのせいでクカバラの怒りを買い、剣ごと斬られ絶命。作中で初めて、クカバラが明確に殺したことを描写された相手。

#### その他の悪魔
レガート
クカバラの弟。王の座を手に入れるためにクカバラを陥れて力を奪った。このとき、強大な力を得ると共に少年から大人へと容姿が急成長した。
死神が人間界に手を出すことはタブーだったが、レガートは魔界の王位継承者として権力をふるい、生きている人間を無差別に拉致して地獄へ落とすなど、積極的な変革を行っていくようになる。クカバラの動向も常に把握しており、あらゆる冷血な所業をもってクカバラを挑発する。幼女に爆弾を仕掛けたり、父の死を伝えたり、仲間を攻撃したりと非道極まりない。このような残酷な所業や魔界の変革は魔界を滅ぼす力を得るために行われた。
レガートの最終目的は、王として魔界に君臨することではなく、天使に支配・搾取され続けていることを屈辱とする王族の手によって魔界そのものを滅ぼすことである。
バード
クカバラの妹。悪魔らしくなく純粋で、将来は魔女になることを夢見ていたが、五歳で病死した。クカバラたちの旅の途中、幻となって現れ、ハリケーンを越えられるように魔術で橋をかけた。
エリモナー
魔界のアイテムを扱うショップのオーナーで、セクシーな女悪魔。際どいコスプレをするのが趣味で、クカバラをからかっては喜んでいる。魔界を追われたクカバラの数少ない味方であり、的確なアドバイスを与えてくれることもある。
セルマ神父とはなんらかのつながりを持っている。実はその正体は天使であり、悪魔に恨みを持っている。
サムス
ブリルハートの従者。昔、友人に裏切られて以降、絆の破壊を目論むようになり、ブリルハートと手下の仲を破壊する目的でブリルハートに近づいた。しかし標的だったブリルハートがイダマリアに敗北したため、サムスはクカバラの命を狙いながらクカバラ達の旅に同行することになる。戦いの中でクカバラ達の絆に触れ、また自身もピンチを救われて改心し、彼らの仲間になった。優れた狙撃手、変装の達人である。

### 罪人達
生前罪を犯した可能性の高い人物たち。死後は霊魂となって、地獄の入り口（イベントホライズン）に送られる。クカバラの弁護により地獄行きを免れると、死の原因となった出来事が起こる前まで時間が巻き戻る。霊魂となっていた間の記憶はなくなり、本人だけではなく死に関わった人間の記憶も同様に過去のある時点まで戻る。
トム
無差別殺人未遂の犯人として地獄に落ちた青年。死因はトラックとの交通事故。しかし、実際は死神の関与による事故が招いた不幸な偶然であったために生き返る。
ナミ・ハッセー
自殺をしたとして地獄に落とされた女性。実際は子供がぶつかった事による偶然で、さらにポンゾールが関与していたために生き返る。
ポール
女性を殺害したとして地獄に落ちた前科者の青年。自ら罪を認めていたが、実際は誤って殺人を起こしてしまった犯人を庇うためだった。事件自体がシュガルの関与により引き起こされたものであったため、生き返る。
ジュピターの両親
自動車で右折した際、衝突しそうになったトラックを避けて壁に激突し、死亡。歩行者をはねたため、地獄で苦しんだ。しかしこの事故には死神が大きく関与していた。クカバラによって無罪が証明され、生き返る。

### その他の人物
アリス・テイラー
ポールが殺害したと思われていた女性。だが実際は、脳死の状態に陥っていただけであった。保育園を営んでいる。
ロミオ
アリスの経営する保育園の子供の一人。彼女の料理で、腹を壊したとされる男の子。
セルマ
イダマリアに情報を与える神父。エリモナーとつながりがあり、魔界の情勢を知っている謎の人物である。
ジュピター
両親を殺されて以来、心を閉ざし、ショックから言葉を発する事ができなくなった少女。
死神ヤマハに人質として魔界へと連れ去られ、その後フニと同様と思われる爆弾をレガートに埋め込まれた状態で人間界へと帰される。
その後は両親が救い出されるとともに記憶が修正され、両親がいなかった間の記憶を忘れて幸せに暮らす。しかし、別れを告げにきたシュガルのことだけは思い出し、泣きながらとめようとする。シュガル曰く、可愛い声。

## 登場用語
ダークマター
罪人（霊魂）が持っている悪魔のエネルギー源であり、死神は罪人を地獄に落とすことでそれを得られる。
無実の人間に濡れ衣を着せて罪人にし、ダークマターをいただこうとする死神も存在する。弱い悪魔がダークマター摂取によって大幅にパワーアップすることも可能で、ダークマターが豊富であればあるほど村は活性化し、悪魔たちも生き生きと暮らせるため、やがてダークマター摂取のために悪魔は生きている人間をも地獄に投じるようになる。
クカバラやビチュラが変身するために必要とするのもダークマターである。霊魂の無実を証明し、死神との戦いに勝つことで、クカバラが霊魂のダークマターを得ることができる（倒した死神のダークマターも少し奪える）。ダークマターはショップでの購入も可能。
無罪アイテム
罪人の無実を証明するための品物。
デビルサーチスプレー
吹きかけると事件に関連する物証に反応する。
ペンソード
クカバラの持つペンで、彼が力を取り戻すと巨大な剣に変化する。
契約書
罪人と弁護契約を結ぶための書。これにサインすると自動的に依頼人が元いた世界へ送られる。
デビルスケール
イベントホライズンに霊魂（アンノウン）が落ちた事を知らせる道具。
デビルリトマスカード
ダークマターを利用してつかうアイテム。死神のダークマターを使えばその死神の技や能力を使う事ができる。太陽の絵が描かれたものと月の絵が描かれたものがあり、それぞれ昼のみ、夜のみしか使えない。絵柄は製作時に勝手に決まる。